# دسر (شركة)
دسر هي الشركة العربية السعودية للاستثمارات الصناعية، تأسست عام 1436 هـ (2014م) بموجب مرسوم ملكي، من قبل ثلاثة من أكبر الكيانات في المملكة وهي: صندوق الاستثمارات العامة،وشركة أرامكو السعودية، والشركة السعودية للصناعات الأساسية سابك. وتهدف الشركة إلى تحويل الموارد الوطنية إلى ثروة مستدامة.

## أهدافها
تعمل دسر مع شركائها على تنفيذ مشاريع صناعية إستراتيجية لدعم قطاعات صناعية حيوية بهدف زيادة مساهمة القطاع الصناعي وتنويع قاعدة الاقتصاد المحلي وتوفير وظائف مستدامة للسعوديين، ونقل وتوطين التقنية والمعرفة. تلتزم دسر بقيم العدالة والتميز والشراكة.

## المساهمين
هي شركة حكومية مملوكة بنسبة:
- 50% صندوق الاستثمارات العامة
- 25% أرامكو السعودية
- 25% سابك

## النشاطات
انشأت الشركة من أجل تطوير الاستثمارات الصناعية الاستراتيجية بالسعودية، وتعمل على قطاع الكيماويات والأعمال البحرية ومعالجة مياه الصرف الصناعية، إضافة لقطاعي صناعة السيارات والطاقة الشمسية.

## إتفاقيات الشركة
- إطلاق أول مشروع لتصنيع وتوريد المحركات البحرية في منطقة الشرق الأوسط وشمال أفريقيا (4) بالتعاون مع شركتي «أرامكو السعودية» و«هيونداي للصناعات الثقيلة» ((HHI. وقعت الشركة العربية السعودية للاستثمارات الصناعية (دسر)، وشركة «أرامكو السعودية» – المساهمة في «دسر» - وشركة «هيونداي للصناعات الثقيلة» (HHI) في يوليو 2019 اتفاقية يتم بموجبها إنشاء مشروع مشترك لتصنيع محطات الطاقة البحرية والكهربائية الثنائية ورباعية الأشواط والمضخات البحرية. ويمثل هذه المشروع المشترك، الذي يتخذ من مدينة رأس الخير الصناعية بالمنطقة الشرقية مقراً له، أول منشأة لتصنيع المحركات والمضخات البحرية في منطقة الشرق الأوسط وشمال أفريقيا. وتتوزع أسهم المشروع بين «دسر» (15%)، و«أرامكو» (55%)، و«هيونداي للصناعات الثقيلة» (30%). •	اتفاقية مع شركة «جنرال إلكتريك للطاقة».[7]

- وقعت «دسر» و«جنرال إلكتريك» في مايو 2017 اتفاقية مشروع مشترك بقيمة 267 مليون دولار أمريكي (أو ما يعادل مليار ريال سعودي)، وذلك بهدف توطين صناعة التوربينات الغازية داخل المملكة العربية السعودية، والمساهمة في تطوير سلسلة توريد صناعية عالمية في هذا القطاع. ويساهم هذا المشروع المشترك في توفير الإمكانات اللازمة لتغطية معظم احتياجات المملكة من التوربينات الغازية سنوياً لتلبية الطلب المتزايد على موارد الطاقة.[8]